# NGC 5986
NGC 5986 est un amas globulaire situé dans la constellation du Loup à environ 33 900 a.l. (10.4 kpc) du Soleil et à 15 650 a.l. (4,8 kpc) du centre de la Voie lactée. Il a été découvert par l'astronome écossais James Dunlop en 1826.
La vitesse radiale héliocentrique de cet amas est égale à (88,9 ± 3,7) km/s. 

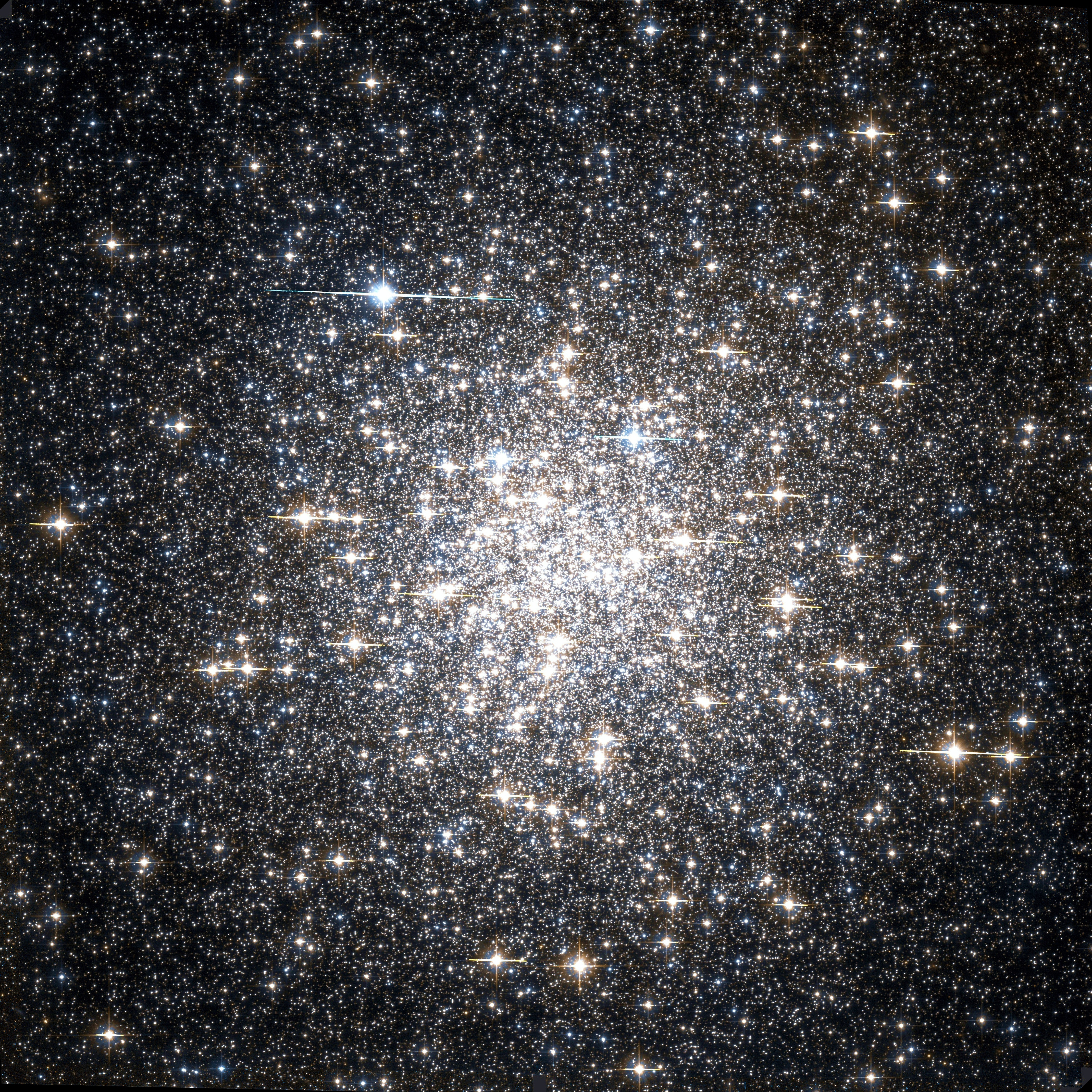
NGC 5986 par le télescope spatial Hubble.

Selon Forbes et Bridges, sa métallicité est estimée à −1,35 [Fe/H] et son âge d'environ 12,16 milliards d'années.
Selon une étude publiée en 2011 par J. Boyles et ses collègues, la métallicité de l'amas globulaire NGC 5986 est égale à -1,59 et sa masse est égale à 599 000 {\displaystyle M_{\odot }}. Dans cette même étude, la distance de l'amas est estimée à environ 10,4 kpc (∼33 900 al).